# 亚历山大·捷捷尔金科
亚历山大·帕夫洛维奇·捷捷尔金科（羅馬化：Aleksandr Pavlovich Teterdinko；1983年11月20日—）是俄罗斯政治人物，第八届国家杜马代表。
从圣彼得堡国立大学硕士课程毕业后，捷捷尔金科开始担任兹维奥兹德诺耶市（圣彼得堡莫斯科区）控制和审计委员会主席。2011年3月，他被任命为摩尔曼斯克州州长顾问。2012年至2014年，捷捷尔金科担任圣彼得堡选举委员会副主席。2015年至2016年，他担任统一俄罗斯党圣彼得堡支部地区执行委员会代理主席。2016年，他当选圣彼得堡立法议会代表。2021年9月起，他担任第八届国家杜马代表。
2021年，捷捷尔金科以1500万卢布的登记收入成为圣彼得堡立法会议最富有的代表。

## 制裁
捷捷尔金科于2022年因俄乌战争而受到英国政府制裁。